# エマニュエル・ハウ (軍人)

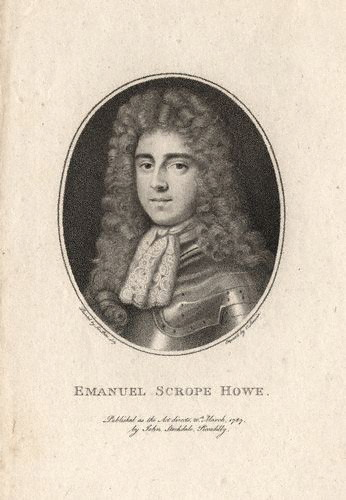
エマニュエル・スクロープ・ハウの肖像画。ピーター・レリーによる肖像画に基づくエングレービング。

エマニュエル・スクロープ・ハウ（英語: Emanuel Scrope Howe、1663年ごろ – 1709年9月26日）は、イギリスの軍人、政治家、外交官。ホイッグ党に所属し、1701年から1708年まで庶民院議員を、1705年から1709年まで在ハノーファーイギリス特命公使を務めた。

## 生涯
ジョン・グロバム・ハウと妻アナベラ（Annabella Scrope、1631年ごろ – 1704年3月21日、初代サンダーランド伯爵エマニュエル・スクロープの庶出の娘）の四男として、1663年ごろに生まれた。
兄ジョン・グロバム・ハウと同じく1688年の名誉革命を支持し、翌1689年に近衛歩兵第一連隊の大尉としての辞令を受けた。同1689年6月6日より国王ウィリアム3世の寝室宮内官を務め、1702年3月8日にウィリアム3世が死去するまで務めた。大同盟戦争では大陸ヨーロッパで戦い、1695年のナミュール包囲戦で負傷した。1695年11月にサー・ジェームズ・レズリーの歩兵連隊（現イースト・ヨークシャー連隊）の隊長職を購入、以降死去まで務めた。スペイン継承戦争では腎臓の病気により参戦できず、1704年のブレンハイムの戦いでの勝利を受けて初代マールバラ公爵ジョン・チャーチルに祝いの言葉を述べた。その一方、自身は1704年に准将に、1706年夏/1707年3月に少将に、1709年5月に中将に昇進している。
第3代準男爵サー・ロジャー・ブラッドショーの支持を受けて1701年1月イングランド総選挙でウィガン選挙区から出馬したが、ブラッドショーがトーリー党からホイッグ党支持に転じていたため盟友だったオーランド・ブリッジマン（Orlando Bridgeman、トーリー党候補）と反目した。これにより、ハウは得票数3位（67票）で落選、ブラッドショーとブリッジマンがそれぞれ102票と76票で当選した。1701年11月イングランド総選挙では第3代カーライル伯爵チャールズ・ハワード（ホイッグ党所属）の支持を受けてモーペス選挙区から出馬、無投票で当選した。ただし、この選挙での支出を支払ったのはカーライルでもハウでもなく、初代ハリファックス男爵チャールズ・モンタギューだった。
議会ではホイッグ党員として政府を支持し、アン女王の即位に伴う1702年イングランド総選挙で再選した。このとき、ウィガン選挙区でも2票（得票数5位）を得た。
1705年4月に在ハノーファーイングランド特命公使に任命され、同年5月の総選挙でウィガン選挙区から出馬して無投票で当選した後、10月24日にハノーファーに到着した。そのため、この会期では国外滞在の期間が長く、庶民院にほとんど登院しなかった。
在ハノーファー公使としてはスペイン継承戦争における反仏同盟の維持やトーリー党の陰謀阻止が期待された。大蔵卿の初代ゴドルフィン伯爵シドニー・ゴドルフィンはハウがハノーファーに肩入れしがちだと評し、『英国議会史』はイングランド宮廷とハノーファー宮廷が度々お互いに苛立ちを感じたものの、ハウがそれを緩和できたと評した。
ハウの妻ルパータがマールバラ公爵夫人サラ・チャーチルに対し、マールバラ公爵がイタリア戦線に転任した場合は選帝侯ゲオルク・ルートヴィヒ（後のグレートブリテン国王ジョージ1世）がオランダでの指揮を執る用意があると漏らしたため、ゴドルフィンは1706年7月にハウを在ベルリン公使に異動させようとした。これに対し、マールバラ公爵はハウが策略ばかりのベルリン宮廷に必要な機敏さがない（want of dexterity for so tricking a court）として反対、ハウは在ハノーファー公使に留任することとなった。
1707年には痛風の悪化により帰国を望むようになり、同年に一時的に帰国したが、9月にゴドルフィンから提示された官職の年収が1,000ポンド未満だったため拒否、年末までにハノーファーに戻った。1708年5月にも病気で選帝侯に同伴して戦場に赴けず、同年の総選挙にも出馬せず議員を退任した。
1709年5月に帰国した後、9月22日/26日にイングランドで死去した。『オックスフォード英国人名事典』によれば、ハウはハンティンドンシャーのセント・ニアッツでの領地を長男ウィリアムに残し、4,000ポンドの銀行株式を娘ソフィアに、残りの遺産は次男エマニュエルが継承した。一方、『英国議会史』によれば、ハウは長男ウィリアムに残した分以外の領地を妻に与え、それ以外の遺産を子女に与えた。

## 家族

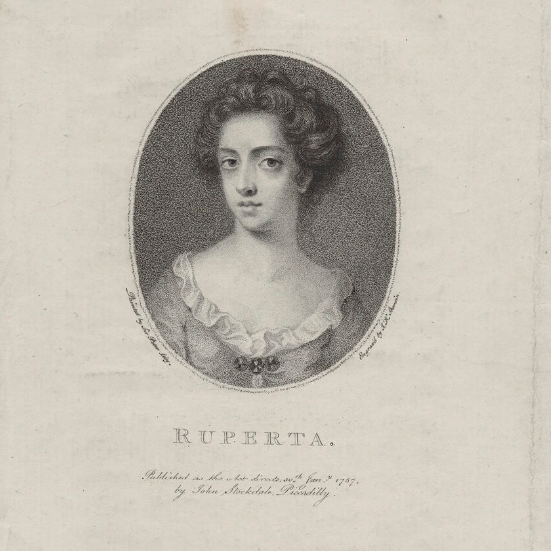
妻ルパータの肖像画。

1695年11月、カンバーランド公ルパートと愛人マーガレット・ヒューズの庶出の娘ルパータ（Ruperta、1673年 – 1740年）と結婚、3男2女をもうけた。
- ウィリアム（1741年11月13日までに没） - エリザベス・ポーンスフット（Elizabeth Pauncefoot、1741年11月13日までに没、ウィリアム・ポーンスフットの娘）と結婚、1女をもうけた[7]
- エマニュエル（1721年4月2日没） - 1718年8月25日にページ・オブ・オナー（英語版）に任命された[4]
- ジェームズ - 早世[7]
- ヘンリエッタ（1741年以降没） - ジェームズ・スキナー（James Skinner）と結婚[7]
- ソフィア（1703年4月16日以前 – 1726年4月2日埋葬[7]） - 1715年11月3日にウェールズ公妃キャロラインのメイド・オブ・オナー（Maid of Honour）に任命され、1724年10月14日まで務めた[8]